# Manhattan Love Story
Manhattan Love Story est une série télévisée américaine en treize épisodes de 22 minutes créée par Jeff Lowell dont seulement quatre épisodes ont été diffusés entre le 30 septembre 2014 et le 21 octobre 2014 sur le réseau ABC.
Cette série est inédite dans tous les pays francophones.

## Synopsis
Dana, fraîchement arrivée à New York et un peu dépaysée, tombe petit à petit amoureuse de Peter, tombeur aussi cynique que sympathique.

## Distribution
- Analeigh Tipton : Dana Hopkins
- Jake McDorman : Peter Cooper
- Nicolas Wright : David Cooper
- Jade Catta-Preta : Amy Cooper
- Chloe Wepper : Chloe Cooper
- Kurt Fuller : William Cooper

## Production
Le 24 octobre 2014, la série a été annulée et retirée de l'horaire, au bout de 4 épisodes. En effet, la série subissait de très mauvaises critiques et des audiences de plus en plus faibles,.

## Épisodes
1. titre français inconnu (Pilot)
2. titre français inconnu (In the Mix, On the Books, and In the Freezer)
3. titre français inconnu (Gay or British?)
4. titre français inconnu (It's Complicated)
5. titre français inconnu (Sex Actually)
6. titre français inconnu (Empire State of Mind Strikes Back)
7. titre français inconnu (Love Is a Battlefield)
8. titre français inconnu (Plus One)
9. titre français inconnu (Happy Thanksmas)
10. titre français inconnu (The Ex Factor)
11. titre français inconnu (Let It Go)
12. titre français inconnu (Love Love)
13. titre français inconnu (titre inconnu)